# Ratiopharm

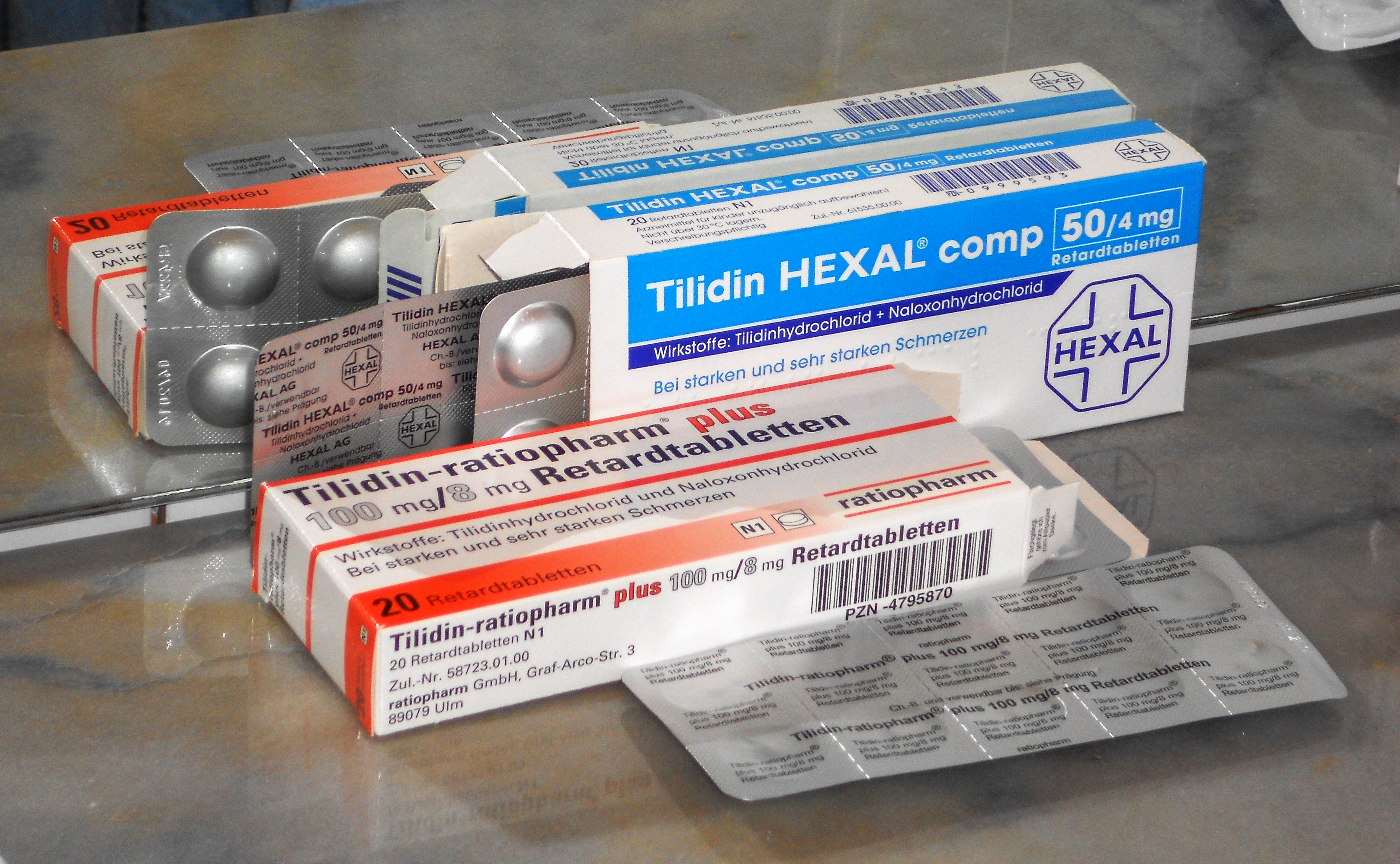

ratiopharm è un'azienda farmaceutica tedesca fondata nel 1974 a Ulm. Da agosto 2010 è diventata parte del Gruppo Teva, azienda israeliana leader mondiale nei farmaci equivalenti.
Il nome ratiopharm va scritto con la lettera iniziale minuscola, perché così è stato registrato il marchio; la grafia vale anche ad inizio della frase.

## Storia
Nel 1881 Adolf Merckle, progenitore dell'attuale famiglia alla guida di ratiopharm, fonda ad Aussig, in Boemia, la "Chemikalien en gros". Nel 2007 ratiopharm è stato il marchio farmaceutico in assoluto più prescritto e più venduto in Germania, con 163 milioni di confezioni, ratiopharm è un'azienda in costante sviluppo.
Nel corso di tre decenni, ratiopharm si è evoluta da azienda di medie dimensioni a impresa attiva a livello internazionale. L'espansione dell'azienda nei differenti Paesi ha coinciso con l'evoluzione delle normative che sovrintendono ai mercati farmaceutici. 
Oltre alla sede centrale in Germania, ratiopharm è presente in tutto il mondo, con filiali in 24 Paesi; i suoi prodotti sono disponibili sui mercati di 38 Paesi, inclusi Cina, Kazakistan e Russia.   
In Italia il gruppo composto da Teva e ratiopharm raggiunge il 30% di market share (il 30% dei farmaci equivalenti acquistati è Teva-ratiopharm) con la 1ª posizione assoluta del mercato dei generici e la 5ª nel totale mercato farmaceutico.